# Степњица
Степњица (пољ. Stepnica) град је у Пољској у Војводству западно-поморском. По подацима из 2012. године број становника у месту је био 2082.

## Становништво
| 2012. |
| ----- |
| 2.082 |